# Fauquez (Ittre)
Pour les articles homonymes, voir Fauquez.
Fauquez est un hameau de la commune d’Ittre, situé dans l’extrémité occidentale de la province du Brabant wallon (Belgique). En bordure du canal Charleroi-Bruxelles et traversé par la Sennette, le hameau est surtout connu pour les anciennes ‘Verreries de Fauquez’ qui donnèrent une grande prospérité à la région entre les deux guerres mondiales.

## Histoire
Dans les années 1950, ce hameau a connu une importante vague d’immigration italienne, en provenance de la région du Molise, plus précisément du village de Gildone. Ces familles italiennes sont venues s’installer dans la région afin de travailler dans la verrerie de Fauquez, une usine tenue par la famille Brancart.

## Patrimoine
- La chapelle Sainte-Lutgarde construite en 1929 est un édifice où la marbrite — un matériau créé à Fauquez —  et le verre dominent, d’où son nom de ‘Chapelle de verre’. Elle est désacralisée et est utilisée comme centre d’activités sociales et culturelles.

- La façade de l’ancienne salle de cinéma porte toujours en grandes lettres (de marbrite) l’inscription « Bien travailler - Bien s’amuser ».
- Deux colonies de maisons ouvrières créées par Arthur Brancart.
- L’ancienne gare de Fauquez était une halte sur la ligne de chemin de fer 106 reliant Lembeek à Écaussinnes-Carrières.
- D’autres vestiges des verreries de Fauquez.